# Вајл на Рајни
Вајл ам Рајн (њем. Weil am Rhein) град је у њемачкој савезној држави Баден-Виртемберг. Једно је од 35 општинских средишта округа Лерах. Према процјени из 2010. у граду је живјело 29.725 становника. Посједује регионалну шифру (AGS) 8336091.

## Географски и демографски подаци
Вајл ам Рајн се налази у савезној држави Баден-Виртемберг у округу Лерах. Град се налази на надморској висини од 281 метра. Површина општине износи 19,5 km². У самом граду је, према процјени из 2010. године, живјело 29.725 становника. Просјечна густина становништва износи 1.527 становника/km².